# 란코프체시

란코프체 시의 위치

란코프체시(마케도니아어: Општина Ранковце)는 마케도니아 공화국 북동부에 위치한 지방 자치체로 행정 중심지는 란코프체이며 면적은 240.71km2, 인구는 4,144명(2002년 기준)이다. 북쪽으로는 세르비아와 국경을 접하며 동쪽으로는 크리바팔란카 시, 남쪽으로는 크라토보 시, 서쪽으로는 스타로나고리차네 시와 접한다.